# CzNU Czerkasy
SK CzNU Czerkasy (ukr. СК «ЧНУ» Черкаси) – ukraiński klub futsalu kobiet, mający siedzibę w mieście Czerkasy w środkowej części kraju, grający w latach 2008–2013 w rozgrywkach futsalowej Wyższej Ligi kobiet.

## Historia
Chronologia nazw:
- 2007: Bohdan-CzNU Czerkasy (ukr. «Богдан-ЧНУ» Черкаси)
- 2009: IMS-CzNU Czerkasy (ukr. «ІМС-ЧНУ» Черкаси)
- 2013: CzNU Czerkasy (ukr. «ЧНУ» Черкаси)

Klub futsalu Bohdan-CzNU został założony w Czerkasach w 2007 roku i reprezentowała Czerkaski Narodowy Uniwersytet im. Bohdana Chmielnickiego, w skrócie CzNU. W debiutowym sezonie 2008/09 drużyna futsalu startowała w futsalowej Pierwszej Lidze kobiet. W 2008 dotarła do finału Pucharu Ukrainy. W następnym sezonie zgłosiła się do rozgrywek futsalowej Wyższej Ligi kobiet. W 2009 klub nawiązał współpracę z firmą IMS, wskutek czego nazwa została zmieniona na IMS-CzNU Czerkasy. W sezonie 2009/10 zespół zajął czwarte miejsce. W następnym sezonie znów był czwartym. W sezonie 2011/12 po raz trzeci zajął czwarte miejsce. W 2013 spadł na 7.miejsce, po czym współpraca z IMS została zakończona, a klub zrezygnował z występów w mistrzostwach. Potem klub z nazwą CzNU Czerkasy występował w rozgrywkach studenckich.

## Barwy klubowe, strój, herb, hymn
|  |  |

Klub ma barwy czerwono-białe. Piłkarki domowe spotkania zazwyczaj grają w czerwonych koszulkach, białych spodenkach oraz czerwonych getrach.

## Sukcesy

### Trofea międzynarodowe
Nie uczestniczył w rozgrywkach europejskich (stan na 31-05-2021).

### Trofea krajowe
| \| \| Zdobyte trofea w rozgrywkach Ukrainy (stan na: 31-05-2021) \| |                                                            |      |                           |
| Rozgrywki                                                           | Osiągnięcie                                                | Razy | Sezon(y)                  |
| · Mistrzostwo                                                       | I miejsce                                                  | 0    |                           |
| · Mistrzostwo                                                       | II miejsce                                                 | 0    |                           |
| · Mistrzostwo                                                       | III miejsce                                                | 0    |                           |
| · Mistrzostwo                                                       | 4.miejsce                                                  | 3    | 2009/10, 2010/11, 2011/12 |
| Puchar                                                              | zdobywca                                                   | 0    |                           |
| Puchar                                                              | finalista                                                  | 1    | 2008                      |
| · Superpuchar                                                       | zdobywca                                                   | 0    |                           |
| · Superpuchar                                                       | finalista                                                  | 0    |                           |
| II liga                                                             | I miejsce                                                  | 0    |                           |
| II liga                                                             | II miejsce                                                 | 0    |                           |
| II liga                                                             | III miejsce                                                | 0    |                           |
| II liga                                                             | ?.miejsce                                                  | 1    | 2007/08                   |
| Ukraina                                                             | Zdobyte trofea w rozgrywkach Ukrainy (stan na: 31-05-2021) |      |                           |

## Poszczególne sezony

### Rozgrywki międzynarodowe

#### Europejskie puchary
Nie uczestniczył w rozgrywkach europejskich (stan na 31-05-2021).

### Rozgrywki krajowe
| \| \| Bilans występów klubu w rozgrywkach Ukrainy (Stan na 31 maja 2021 r.) \| |                                                                       |        |       |   |   |   |    |    |     |           |        |        |      |
| Poziom                                                                         | Rozgrywki                                                             | Sezony | Mecze | Z | R | P | B+ | B– | Pkt | Lata      | Awanse | Spadki | Naj. |
| I                                                                              | Wyszcza liha                                                          | 6      |       |   |   |   |    |    |     | 2008–2013 | 0      | 0      | 4    |
| II                                                                             | Persza liha                                                           | 1      |       |   |   |   |    |    |     | 2007/08   | 1      | 0      | ?    |
|                                                                                | Puchar Ukrainy                                                        | ?      |       |   |   |   |    |    |     | 2008–201? | 0      | 0      | 2    |
| Ukraina                                                                        | Bilans występów klubu w rozgrywkach Ukrainy (Stan na 31 maja 2021 r.) |        |       |   |   |   |    |    |     |           |        |        |      |

## Hala
Drużyna rozgrywa swoje mecze w Hali SK CzNU, znajdującej się przy bul. Szewczenki 79 w Czerkasach.

### Inne sekcje
Klub oprócz głównej drużyny prowadzi drużynę młodzieżowe oraz dla dzieci, grające w turniejach miejskich.

### Derby
- Jatrań-UDPU-Bazys Humań
- MSK Dnipro Czerkasy